# Alex Franklin
Alexander Demetri "Alex" Franklin (Reading, Pensilvania, 11 de julio de 1988) es un baloncestista puertorriqueño que pertenece a la plantilla de los Gigantes de Carolina de la BSN. Con 1,98 metros de estatura, juega en la posición de alero.

## Trayectoria deportiva

### Universidad
Jugó cuatro temporadas con los Saints del Siena College, en las que promedió 13,3 puntos, 7,1 rebotes, 1,2 asistencias y 1,3 robos de balón por partido. En 2008 y 2009 fue incluido en el segundo mejor quinteto de la Metro Atlantic Athletic Conference, mientras que en 2010 lo fue en el primero, siendo además elegido Jugador del Año de la conferencia.

### Profesional
Tras no ser elegido en el Draft de la NBA de 2010, firmó su primer contrato profesional con el Club Bàsquet Tarragona de la LEB Oro española. Allí jugó una temporada en la que promedió 14,8 puntos y 6,8 rebotes por partido.
Al comienzo de la temporada siguiente firmó con el JA Vichy de la Pro B francesa, donde sólo llegó a disputar diez partidos, promediando 13,5 puntos y 5,6 rebotes. En diciembre de 2011 regresó a la LEB Oro al fichar por el Lobe Huesca, donde acabó la temporada con unos promedios de 16,2 puntos y 6,4 rebotes por encuentro. En el verano regresó a Puerto Rico para jugar con los Indios de Mayagüez, con los que promedió 6,4 puntos y 3,6 rebotes por partido.
En el mes de agosto de 2012 realzó una prueba con el Fraport Skyliners de la Basketball Bundesliga alemana, pero finalmente fue descartado. En septiembre firmó contrato con los Soles de Mexicali de la LNBP mexicana, donde promedió 14,0 puntos y 5,9 rebotes. Nuevamente en los mese de verano volvió a jugar con los Indios de Mayagüez, donde actuando como suplente promedió 6,3 puntos y 2,6 rebotes.
La temporada 2015-16 la comenzó en el Maccabi Ra'anana de la Liga Leumit, el segundo nivel del baloncesto israelí, donde en 10 partidos primedia 14,5 puntos y 8,1 rebotes, regresando de nuevo a su país en mayo de 2016 para firmar con los Vaqueros de Bayamón. Allí terminó la temporada promediando 11,5 puntos y 5,5 rebotes. Al año siguiente, tras un breve paso por el equipo mexicano de los Toros de Nuevo Laredo, recaló en los Atléticos de San Germán.
En noviembre de 2017 firmó con el equipo argentino del Obras Sanitarias, donde permaneció hasta enero de 2018, cuando fue cortado. Hasta ese momento promediaba 11,3 puntos y 6,0 rebotes por partido.
En febrero de 2019 firmó por dos temporadas con los Piratas de Quebradillas. A finales de 2019 llega a México para Abejas de León, donde destaca desde el primer partido, sin embargo, sufre una fractura en la muñeca izquierda que lo tiene inactivo.